# Begonia glabra
Espèce
Synonymes
- Begonia elliptica Kunth[1]
- Begonia glabra var. amplifolia (A.DC.) L.B.Sm. & B.G.Schub.[1]
- Begonia glabra var. cordifolia (C. DC.) Irmsch.[2]
- Begonia hoegeana Regel & Schmidt[1]
- Begonia locellata A.DC.[1]
- Begonia lucida Otto & A. Dietr.[2]
- Begonia moritziana Kunth & C.D.Bouché[1]
- Begonia physalifolia Liebm.[1]
- Begonia repens Sessé & Moc.[1]
- Begonia scandens Sw.[1]
- Begonia scandens hort. ex Klotzsch[2]
- Begonia scandens var. cordifolia C. DC.[2]
- Pritzelia deflexa A. DC.[1]
- Pritzelia glabra A. DC.[1]
- Pritzelia lucida A. DC.[1]
- Pritzelia montana Klotzsch ex A. DC.[1]
- Wageneria deflexa Klotzsch[1]
- Wageneria glabra (Aubl.) Klotzsch[1]
- Wageneria lucida Klotzsch[1]
- Wageneria montana Klotzsch[1]
- Wageneria moritziana (Kunth & Bouché) Klotzsch[2]
- Wagneria deflexa Klotzsch[2]
- Wagneria glabra (Aubl.) Klotzsch[2]
- Wagneria lucida (Otto & A. Dietr.) Klotzsch[2]
- Wagneria montana Klotzsch[2]
- Wagneria moritziana (Kunth & Bouché) Klotzsch[2]

Begonia glabra est une espèce de plantes de la famille des Begoniaceae. Ce bégonia est originaire d'Amérique du Sud. L'espèce fait partie de la section Wageneria. Elle a été décrite en 1775 par Fusée-Aublet (1720-1778). L'épithète spécifique, glabra, signifie glabre, sans poil.
En Guyane, on l'appelle Loseille bois, Salade tortue, Salade toti (créole), Ewo'j asikalu (Wayãpi), Wayam βan (Palikur),.

## Description
Begonia glabra est une plante herbacée, épiphyte, lianescente, grimpante ou recouvrante, à tiges rampantes s'enracinant aux nœuds.
Ses feuilles mesurent 4-12,5 x 3-8(9) cm, et sont entièrement glabres, ± symétriques, herbacées, variables, larges, de forme ovale à ovale-suborbiculée, obtuses acuminées à l'apex, subcordées à la base, avec 3-5 nervures principales.
La marge est irrégulièrement et grossièrement dentée, parfois parsemée de quelques cils épais, et avec parfois avec 1-2 lobes irréguliers et émoussé.
Le pétiole mince ou épais, est long de (1)2 à 5 cm.
Les stipules mesurent 10-20(22) mm de long, et sont entières, persistantes, de forme ovales-oblongues, longues-aiguës, ridées, et avec des nervures parallèles.
Les inflorescences, souvent unisexuées (notamment en Guyane), comportent de nombreuses fleurs, sont axillaires, avec les fleurs terminales avortées, organisées en cyme bipare (dichasium) pour les inflorescences staminées (mâles), et en cyme tri-/hexa-pare pour les inflorescences pistilées (femelles).
Le pédoncule est long de (2,5)5 à 7 cm pour les inflorescences mâles et de (8,5)10 à 20 cm pour les inflorescences femelles.
Le pédicelle, qui porte 2 ailes à l'apex, mesure 4-6 mm pour les fleurs mâles et 8-16 mm pour les fleurs femelles.
Les bractées sont minuscules, triangulaires, et persistantes.
Les fleurs staminées (mâles) portent 4 tépales inégaux : ceux extérieurs sont larges, de forme ovales, mesurent 5 × 4 mm, et ceux intérieurs sont elliptiques, plus courts et plus étroits et mesurent 4 × 1,5 mm.
On compte environ 20 étamines. Elles ont un filet libre, et long d'environ 1,5 mm.
Les anthères sont oblongues, et mesurent environ 1 mm de long (quasiment aussi longues que les filets).
Les fleurs pistillées (femelles) sont sous-tendues par de minuscules bractéoles elliptiques. Elles portent 4-5 tépales subégaux, de forme elliptique, mesurant 4-6 x 1,5 mm. On compte 3 styles, mesurant jusqu'à 4 mm de long (plus longs que la tige basale), découpés en 2 lobes profonds qui s’étendent jusque près de la base(bi-partites), et complètement recouverts de papilles. L'ovaire long de 4 mm, porte une aile de forme ovale-triangulaire, longue de 5 mm. Le placenta est simple.
Le fruit est une samare de forme largement ovoïde, mesurant 6 à 10 mm de long.
Il porte trois ailes : une nettement allongée, de forme oblongue à ovale-triangulaire, longue d'environ 1-1,4 cm, et les 2 autres, très étroites, marginiformes, longues d'environ 0,5 cm.
Les bractéoles ± caduques, ne sont pas accrescentes.
Les graines sont minuscules, cylindriques, longues de 0,5 mm, avec des sacs terminaux,,.

## Répartition géographique
Begonia glabra est naturellement présent du Mexique  au Brésil en passant par le Belize, le Costa Rica, le Honduras, le Guatemala, le Nicaragua, le Panama, Cuba, la Jamaïque, les Antilles, Trinidad et Tobago, la Colombie, le Venezuela, l'Équateur, le Pérou, la Bolivie, le Guyana, le Suriname et la Guyane,.

## Écologie
Begonia glabra pousse dans les forêts sempervirentes de plaine, autour de 100–200 m d'altitude.
En Guyane, cette une petite plante typique des forêts de l'intérieur est épiphyte du sous-bois croissant sur les rochers et à la base des troncs d'arbres. Elle y fleurit en mai, août et septembre, et fructifie en juin, août, septembre et novembre.

## Utilisation
Les feuilles de Begonia glabra sont consommées par les Sainte-Luciens de Saül contre les infections intestinales et les inflammations de l'estomac.
Les Wayãpi utilisent abondamment cette plante pour soigner les myases à Larva migrans, lors de leur pénétration entre les orteils, pénétration qui s'accompagne de démangeaisons, surtout chez les enfants.
Begonia glabra aurait des propriétés alexitères sur le venin de Bothrops asper.

## Chimie
Begonia glabra contient deux flavonoïdes lipophiles originaux : la quercétine-3,3',7-triméthyléther et la 8-méthoxyquercétine-3.3',7-triméthyléther,
Toutes les espèces de Begoniaceae accumulent des oxalates solubles dans leurs tissus.

## Protologue

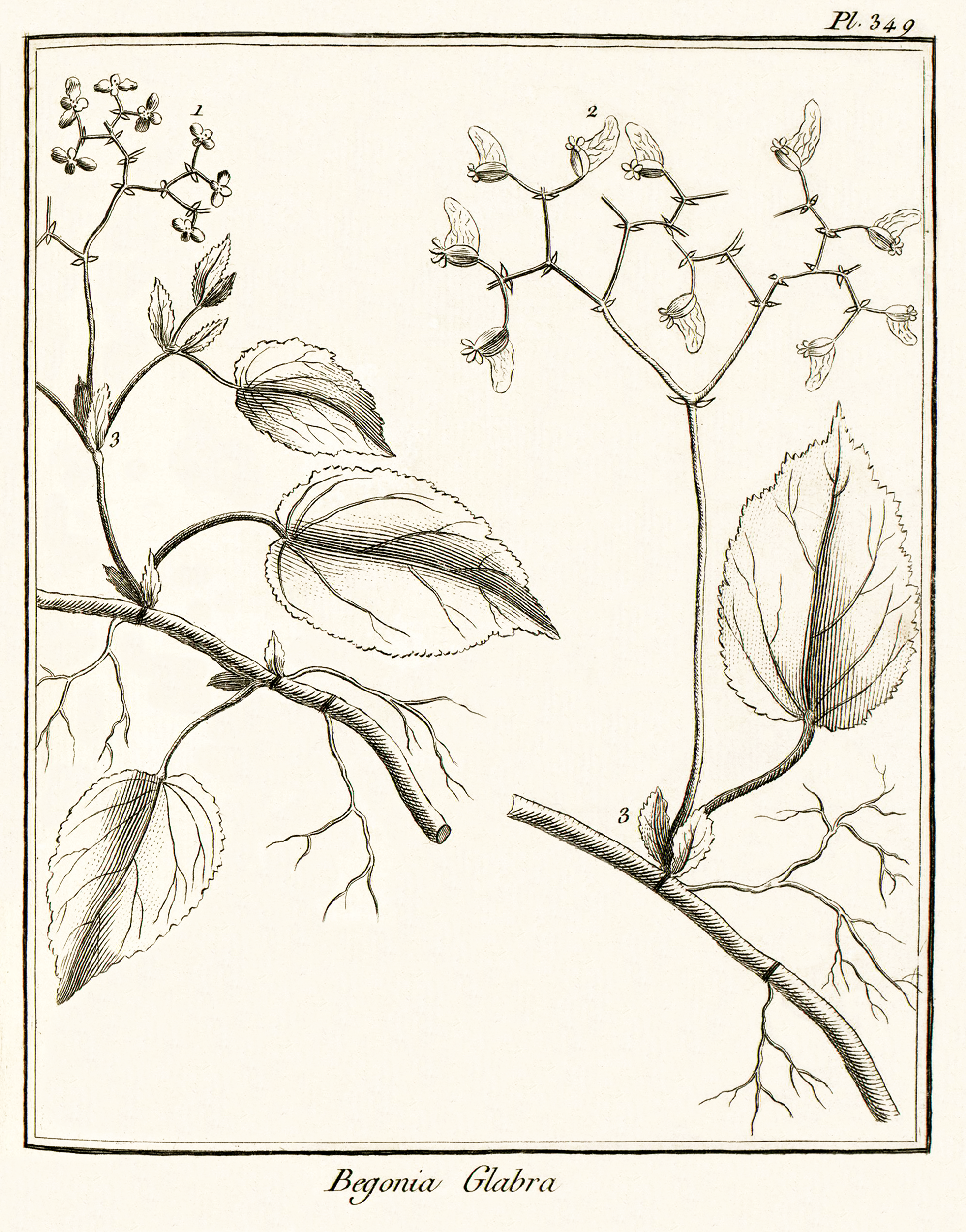
Begonia glabra : Planche 349 par Aublet (1775)
1. Individu mâle. - 2. Individu femelle. - 3. Stipules.

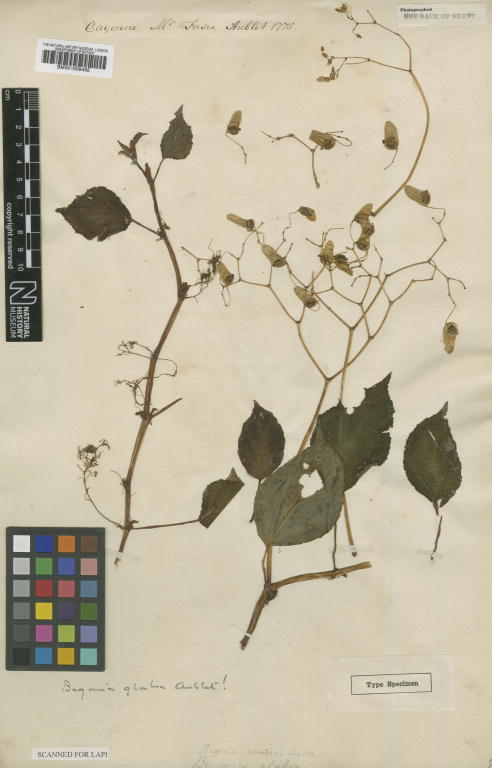
échantillon type de Begonia hirsuta collecté par Aublet en Guyane

En 1775, le botaniste Aublet propose le protologue suivant : 
« 2. BEGONIA (glabra) foliis cordatis, ſerratis ; flore parvo, è viridi candicante, mas & femina. {Tabula 349.)

Differt hæc ſpecies, tum mas, tum femina, caulibus decumbentibus, nodoſis, & ad nodos radicoſis ; foliis cordatis, glabris, dentatis, acucis ; floribus viridibus, minoribus, & fructu parvo. 

Habitat ſupra truncos arborum vetuſtarum, in ſylvis Sinémarienfibus. »

« LA BEGONE liſſe. (PLANCHE 349.)
Cette eſpèce diffère de la précédents [Begonia hirsuta] par ſes tiges qui ſont comme noueuſes, qui grimpent ſur les arbres, & pouſſent a chaque nœud des racines tendres, rameuſes & menues ; par ſes feuilles qui ſont liſſes, vertes, & moins profondément dentelées ; par ſes fleurs plus petites, verdâtres. Elle eſt également diſtinguée en deux individus, dont l'un porte des fleurs mâles, & l'autre des fleurs femelles. 
J'ai trouvé cette plante ſur des vieux troncs d'arbres, dans les forées déſertes qui ſont entre la rivière de Sinémari, & la crique des Galibis. 
Elle étoit en fleur & en fruit dans le mois de Mai. 
Cette eſpèce eſt vivace. 
Ces deux eſpèces de Begone, & d'autres figurées dans RUMPHE ſe trouvent à l'Iſle de France, ſur la pente des ravines en allant de Moka au port du Sud-eft, ſur des terreins humides. »

— Fusée-Aublet, 1775.

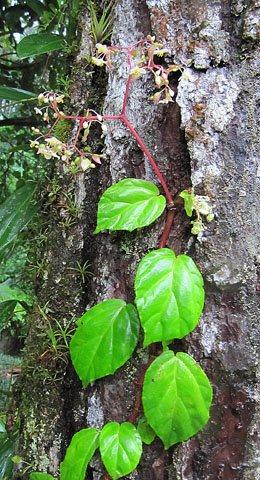
Jeune pousse grimpante
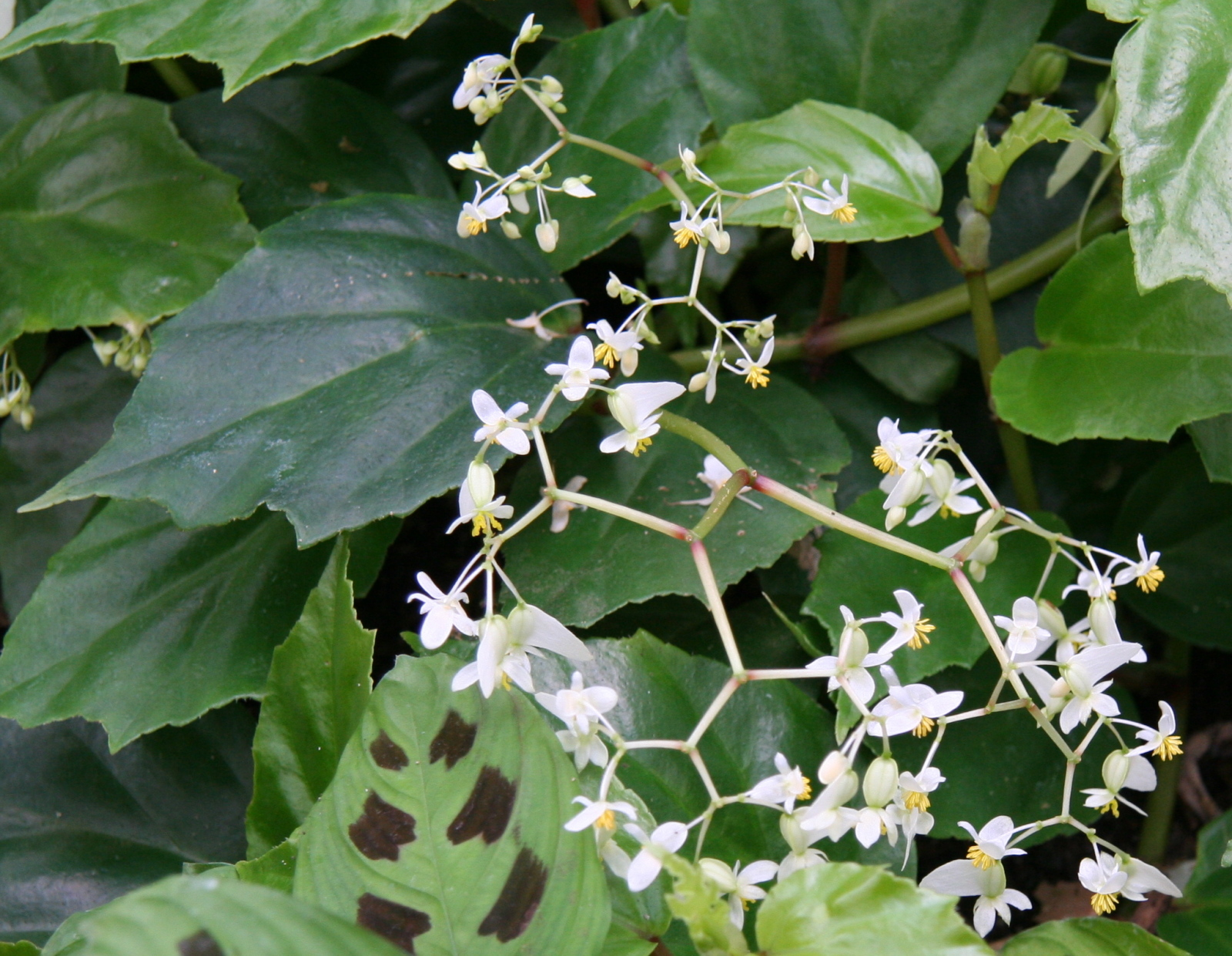
Inflorescence
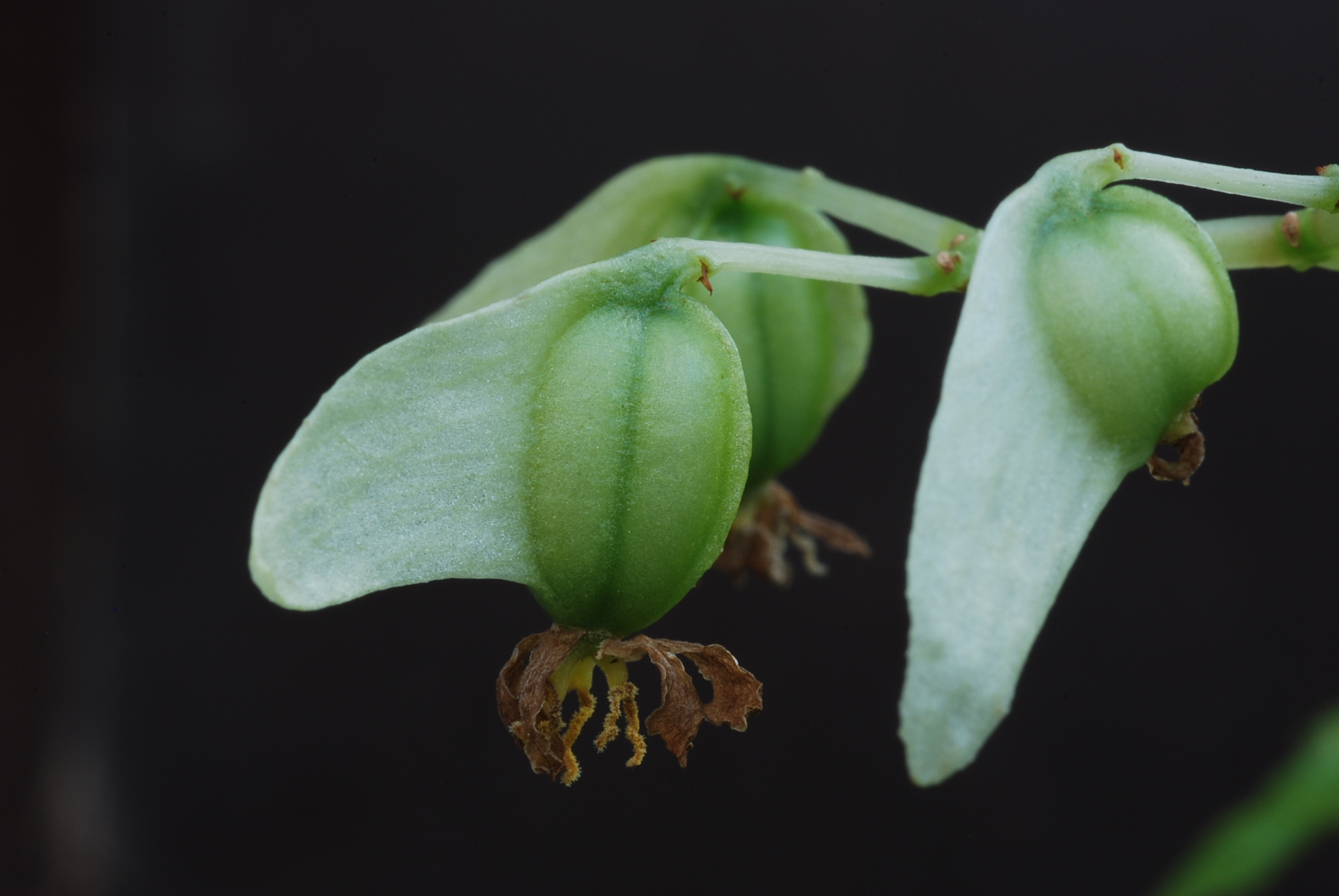
Fruits de Begonia glabra var. amplifolia
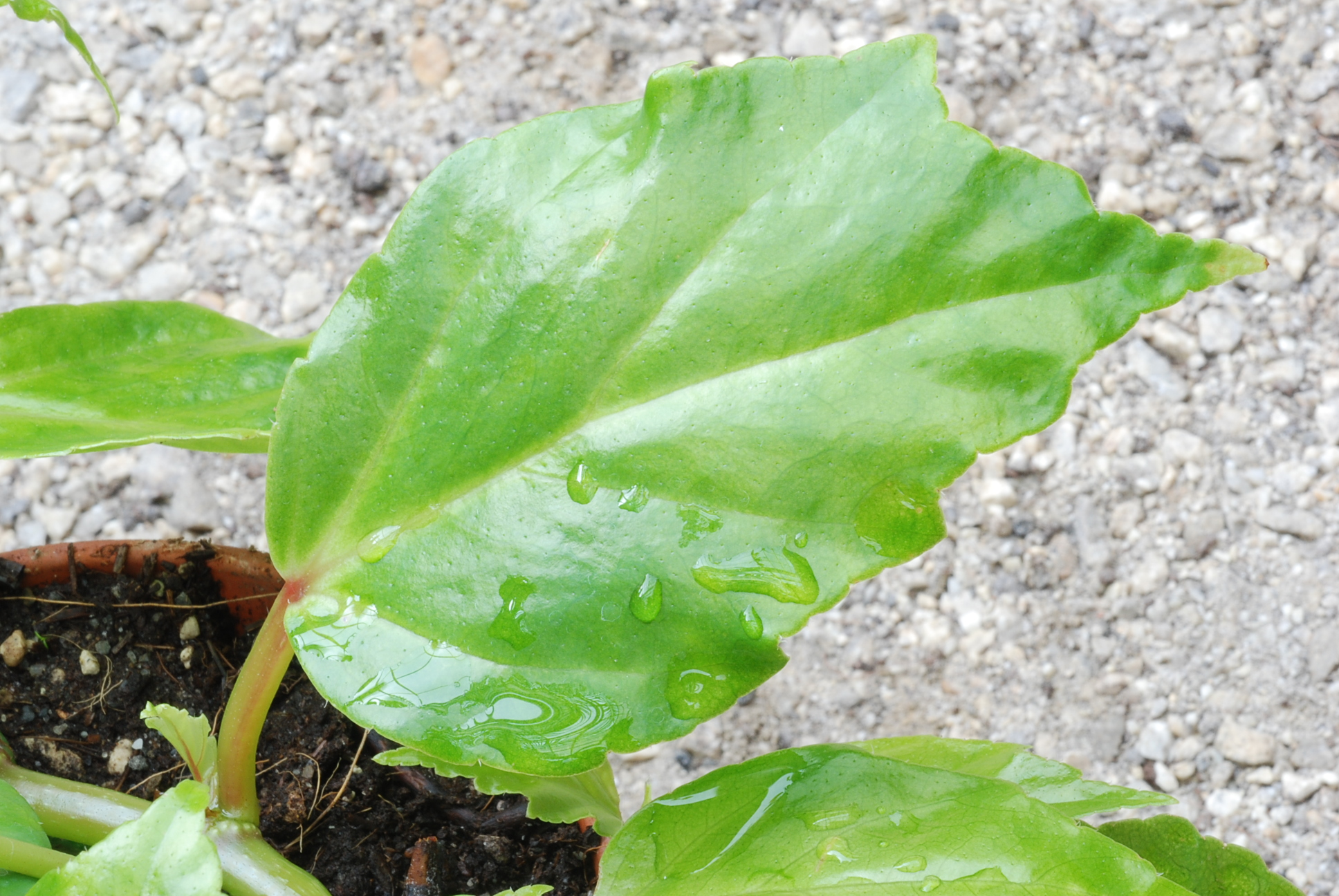
Feuille de Begonia glabra var. amplifolia

## Liste des variétés
Selon Tropicos (6 février 2017) (Attention liste brute contenant possiblement des synonymes) :
- variété Begonia glabra var. amplifolia (A. DC.) L.B. Sm. & B.G. Schub.
- variété Begonia glabra var. coralipetiolis hort.
- variété Begonia glabra var. cordifolia (C. DC.) Irmsch.
- variété Begonia glabra var. glabra
- variété Begonia glabra var. physalifolia Liebm. ex Buxton